# Maurice Larrouy
Maurice Larrouy – francuski strzelec
Larrouy wystąpił na Letnich Igrzyskach Olimpijskich 1900. Pojawił się na starcie wyłącznie w pistolecie szybkostrzelnym z 25 metrów, w którym zdobył złoty medal z wynikiem 58 punktów. Obecnie MKOl nie uznaje tej konkurencji jako olimpijskiej. Podobne stanowisko zajmują twórcy portalu Olympedia.org.
Turniej w Paryżu był jednocześnie mistrzostwami świata, więc medaliści olimpijscy zostawali automatycznie medalistami mistrzostw świata. Nie tyczy się to jednak zawodników startujących w trapie i pistolecie szybkostrzelnym, więc Larrouy nie jest wymieniany na liście medalistów mistrzostw świata.